# Lee So-yeon
Lee So-yeon (이소연?, 李昭娟?, I So-yeonLR, I SoyŏnMR; 16 aprile 1982) è un'attrice sudcoreana.
È diventata famosa nel 2003 grazie al film Scandal - Joseon namnyeo sang-yeoljisa, adattamento sudcoreano de Le relazioni pericolose. Da allora ha interpretato la cattiva in diverse serie televisive, quali Sin-ipsa-won (2005), Bom-ui waltz (2006), Cheonsa-ui yuhok (2009) e Dong-i (2010). Nel 2013 si è aggiudicata il Premio all'eccellenza ai KBS Drama Award per la sua interpretazione di una brava ragazza che diventa una donna malvagia in Ruby banji.

## Filmografia

### Cinema
- Ha-yan bang (하얀 방?), regia di Im Chang-jae (2002)
- Scandal - Joseon namnyeo sang-yeoljisa (스캔들: 조선남녀상열지사?), regia di Lee Jae-yong (2003)
- Git (깃?), regia di Song Il-gon (2005)
- Nunbusin haru (눈부신 하루?), regia di Min Dong-hyun (2005)
- Bongmyeondalho (복면달호?), regia di Kim Sang-chan e Kim Hyun-soo (2007)
- Bravo My Life (브라보 마이 라이프?), regia di Park Young-hoon (2007)
- Yeor-ahop seoreun-ahop (열아홉 서른아홉?), regia di Park Jae-ho (2022)

### Televisione
- 100.4MHz – film TV (2003)
- Bomnal (봄날?) – serie TV (2005)
- Sin-ipsa-won (신입사원?) – serie TV (2005)
- Gyeolhonhapsida (결혼합시다?) – serie TV (2005)
- Bom-ui waltz (봄의 왈츠?) – serie TV (2006)
- Urijip-e wae-wanni (우리집에 왜왔니?) – serie TV (2008)
- Nae insaeng-ui hwanggeumgi (내 인생의 황금기?) – serie TV (2008-2009)
- Cheonsa-ui yuhok (천사의 유혹?) – serie TV (2009)
- Dong-i (동이?) – serie TV (2010)
- Naesarang naegyeot-e (내사랑 내곁에?) – serie TV (2011)
- Doctor Jin (닥터 진?) – serie TV (2012)
- Gajog-ui tansaeng (가족의 탄생?) – serie TV (2012-2013)
- Ruby banji (루비반지?) – serial TV (2013-2014)
- 12nyeonman-ui jaehoe: Dallae doen, Jangguk (12년만의 재회: 달래 된, 장국?) – serie TV (2014-2015)
- Areumda-un dangsin (아름다운 당신?) – serie TV (2015-2016)
- To Be Continued (투 비 컨티뉴드?) – serie TV (2015)
- Jug-eo-ya saneun namja (죽어야 사는 남자?) – serie TV (2017)
- A Korean Odyssey (화유기?) – serie TV, episodi 9-10 (2018)
- Yong-wangnim bo-uhasa (용왕님 보우하사?) – serial TV (2019)
- Miss Montecristo (미스 몬테크리스토?) – serial TV (2021)
- Banjjag-ineun watermelon (반짝이는 워터멜론?) – serie TV (2023)
- Pido nunmuldo eobs-i (피도 눈물도 없이?) – serial TV (2024)